# Michaela Mrowetz
Mgr. Michaela Bondy (* 1. ledna 1972 Opava) je klinická psycholožka, psychoterapeutka a soudní znalkyně.

## Život
Vystudovala psychologii na Filozofické fakultě Univerzity Palackého v Olomouci, profesně se věnuje se problematice vztahu matky a dítěte a léčení psychotraumatu. Doporučuje péči o dítě a matku jako jednotku v době před porodem, během něho i po něm. V českém a slovenském odborném i laickém prostředí zpropagovala pojem bonding. Dlouhodobě podporuje orientaci porodní a poporodní péče na bonding a attachment, ranou a láskyplnou vztahovou vazbu a kojení v pokročilejším věku dítěte dle doporučení WHO, dále kojení sourozenců a dětí s vývojovým postižením. V oblasti péče o matku a dítě v souvislosti s těhotenstvím, porodem a době po porodu používá termín prenatální dítě přejatý od profesora Petera G. Fedor-Freybergha a dále pak vlastní terminologii zrození, znovuspojení a samopřisátí.
Michaela Bondy je spoluautorkou knih Bonding – porodní radost a Pohádka o zrození rodiny.
Společně s MUDr. Marcelou Peremskou vypracovala odbornou metodiku – 10 kroků k podpoře rané vazby.
Michaela Bondy byla také členkou expertní skupiny pro porodnictví při Radě vlády pro rovné příležitosti žen a mužů. Sdružení Ashoka ji zařadilo na svou mapu sociálních inovátorů.
Ligou lidských práv byla nominována v projektu "Hrdinou může být každý", 105 hrdinů České republiky.
V Ostravě pravidelně organizuje celorepublikové konference pro soudní znalce v oblasti klinické psychologie a příbuzných oborech.
Je členkou Slovenského inštitútu pre psychotraumatológiu a EMDR (Eye Movement Desensitization and Reprocessing).
V současnosti se ve své ordinaci, která je akreditována ministerstvem zdravotnictví ČR ke specializačnímu vzdělávání v oboru klinická psychologie, věnuje primárně vzdělávání klinických psychologů, psychoterapii a supervizi.